# 七井站

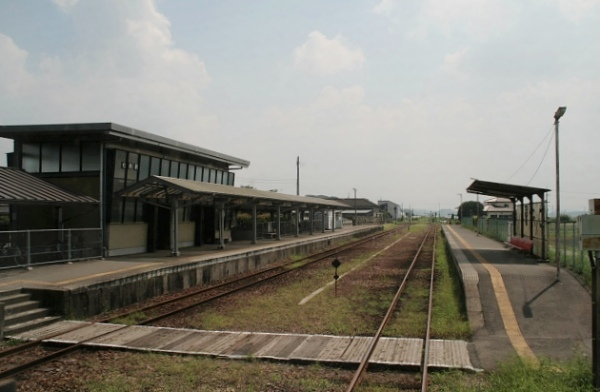
七井站月台（2007年8月）

七井站（日语：／ Nanai eki */?）是位於栃木縣芳賀郡益子町大字大澤1415番2號，真岡鐵道的真岡線車站。此站是「SL真岡」停車站。

## 歷史
- 1913年（大正2年）7月11日 - 官設鐵道（國鐵）真岡輕便線（後來為真岡線）開設此站[1]。當時為終點站[1]。
- 1920年（大正9年）12月15日 - 隨著七井至茂木之間（13.5公里）開通，此站成為中途站[1]。
- 1970年（昭和45年）3月10日 - 成為簡易委託車站[1]。
- 1987年（昭和62年）4月1日 - 伴隨國鐵分割民營化，車站由東日本旅客鐵道（JR東日本）營運。
- 1988年（昭和63年） 
  - 3月31日 - 成為無人車站。
  - 4月11日 - 真岡線由真岡鐵道接管，成為真岡鐵道線車站[1]。同時列車交會設備復活[1]。
- 2000年（平成12年）3月 - 舊車站大樓被縱火燒毀後，現時車站大樓建成。

## 車站構造
此站是地面車站，設有2面2線的相對式月台。此站是無人車站。
車站大樓是一座二層高的建築物。兩月台靠近茂木一方設有站內平交道連接。在茂木方向月台上設有屋頂上蓋和長椅。
側線上停泊了維護路軌車輛。

## 使用狀況
以下為近年乘車人次變化。
| 乘車人員變化 | 乘車人員變化 |
| 年度         | 1日平均人次  |
| ------------ | ------------ |
| 2007         | 172          |
| 2008         | 211          |
| 2009         | 179          |
| 2010         | 163          |
| 2011         | 164          |
| 2012         | 188          |
| 2013         | 163          |
| 2014         | 162          |
| 2015         | 143          |
| 2016         | 176          |
| 2017         | 168          |
| 2018         | 177          |

## 車站周邊
- 國道123號（日语：国道123号）
- 益子町立七井小學
- 七井郵局
- 益子町北公園
- Beisia（日语：ベイシア）超級中心 益子店
- 栃木縣立益子芳星高等學校（日语：栃木県立益子芳星高等学校）

## 巴士路線
在站前的栃木縣道111號七井停車場線前進200米設有關東自動車七井站前巴士站。
| 乘車處 | 系統 | 主要途經                 | 目的地     | 巴士公司   | 備註 |
| ------ | ---- | ------------------------ | ---------- | ---------- | ---- |
|        |      | 陶藝展覽館入口           | 益子站前   | 關東自動車 |      |
|        |      | 東高橋、鐺山、JR宇都宮站 | 宇都宮東武 | 關東自動車 |      |

## 相鄰車站
真岡鐵道
真岡線
益子－七井－多田羅

## 注腳
1. 1 2 3 4 5 6 7  曾根悟（監修）. 朝日新聞出版分冊百科編集部（編集） , 编. . 週刊朝日百科. 21号 関東鉄道・真岡鐵道・首都圏新都市鉄道・流鉄. 朝日新聞出版. 2011-08-07: 18–19 （日语）.
2. ↑  真岡市統計書

## 外部連結
- 七井站 （页面存档备份，存于）（日語） - 真岡鐵道官方網站